# Nihoa maior
Nihoa maior är en spindelart som först beskrevs av Kulczynski 1908.  Nihoa maior ingår i släktet Nihoa och familjen Barychelidae. Inga underarter finns listade i Catalogue of Life.